# Andreas Ihle
Andreas Ihle (n. 2 iunie 1979, Bad Dürrenberg, Saxonia-Anhalt, Germania) este un caiacist german, medaliat olimpic. A participat la 4 ediții ale Jocurilor Olimpice (2000, 2004, 2008, 2012) în care a câștigat o medalie de aur, o medalie de argint și o medalie de bronz.